# ماآلیا (هاوایی)
ماآلیا (به انگلیسی: Maalaea) یک منطقهٔ مسکونی در ایالات متحده آمریکا است که در شهرستان ماویی، هاوایی واقع شده‌است. ماآلیا ۲۰٫۱ کیلومتر مربع مساحت و ۳۵۲ نفر جمعیت دارد و ۳۰ متر بالاتر از سطح دریا واقع شده‌است.